# 查嘎寺 (聂拉木县)
查嘎寺，位于西藏自治区日喀则市聂拉木县锁作乡卡久村，是一座藏传佛教寺院。

## 简介
查嘎寺位于西藏自治区日喀则市聂拉木县，是聂拉木县主要藏传佛教寺庙之一，也是聂拉木县宗教活动场所之一。
山东烟台援藏的对口单位是聂拉木县。2014年前后，除了修缮白玛曲林寺外，烟台第七批援藏干部还筹资130万元，对琐作乡卡久村年久失修的查嘎寺进行大修，对建筑重新加固，并改建僧人住所，为防火还将灯台全部更换。
2015年4月25日，尼泊尔发生强烈地震，聂拉木县境内白玛曲林寺等11座寺庙、拉康未受明显影响。